# Pagani di San Vito

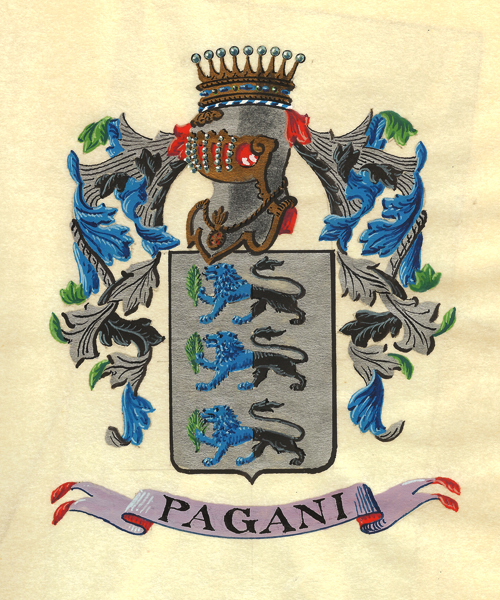
Stemma Pagani di San Vito

Pagani di San Vito è una famiglia nobiliare italiana che ebbe nel territorio lombardo e ferrarese vastissimi possedimenti feudali, privilegi, onori principeschi, potenza e rinomanza di signoria.

## Storia
I primi personaggi rivelati da carte autentiche sono il Conte Berengario e suo fratello Pagano Aicardo, fioriti nel 1072.
Ambrogio, Giudice e Messo Imperiale, avvocato della Chiesa Metropolitana di Milano, può considerarsi quale progenitore della cospicua diramazione di quella città.
Nel 1270 vi eressero la Chiesa di San Giorgio in Liscate; nel 1348 Giovannolo venne scelto tra i compilatori dei nuovi Statuti Milanesi, ordinati da Luchino Visconti.
Furono decorati dei titoli di Conte e di Marchese.
Come risulta dalle copie autentiche dei brevetti dati a Moncalieri il 18 maggio 1776, a firma del Re di-Sardegna Vittorio Amedeo III ed a Napoli il 16 agosto 1802 a firma del Re delle Due Sicilie Ferdinando IV, il ramo della famiglia Pagani di Dergano, rione di Milano, è stato decorato del titolo di Conti di San Vito.